# Rafael da Silva
Rafael Pereira da Silva (Petrópolis, Río de Janeiro, Brasil, 9 de julio de 1990) es un futbolista brasileño que juega como defensa en el Botafogo del Campeonato Brasileño de Serie A.

## Trayectoria

### Fluminense
Kong, donde Rafael fue descubierto por el explorador Les Kershaw del Manchester United, quien remarcó que los gemelos le recordaban "dos pequeños lebreles". 
Kershaw luego telefoneó al entrenador del Manchester United, Alex Ferguson, y recomendó que el club firmara a los gemelos Da Silva. El Manchester United se puso en contacto con el Fluminense y le pidió permiso para que los gemelos viajaran a Mánchester para entrenar con ellos en 2005. Poco después, un explorador dijo representar al Arsenal y visitó los gemelos y les pidió que fuera a Inglaterra para entrenar con el Arsenal sin el permiso del Fluminense; sin embargo, fueron disuadidos de este por su madre, quien les recordó que habían estado con Fluminense desde los 11 años, y que debían mostrar al club cierta lealtad. 
Por lo tanto, decidieron firmar por el Manchester United antes que por el Arsenal, y los dos clubes acordaron un acuerdo en febrero de 2007. Los gemelos se trasladaron a Mánchester en enero de 2008 sin haber debutado con el primer equipo de Fluminense.
Hicieron su primera aparición el 4 de agosto de 2008, en un partido amistoso contra el Peterborough United.

### Manchester United

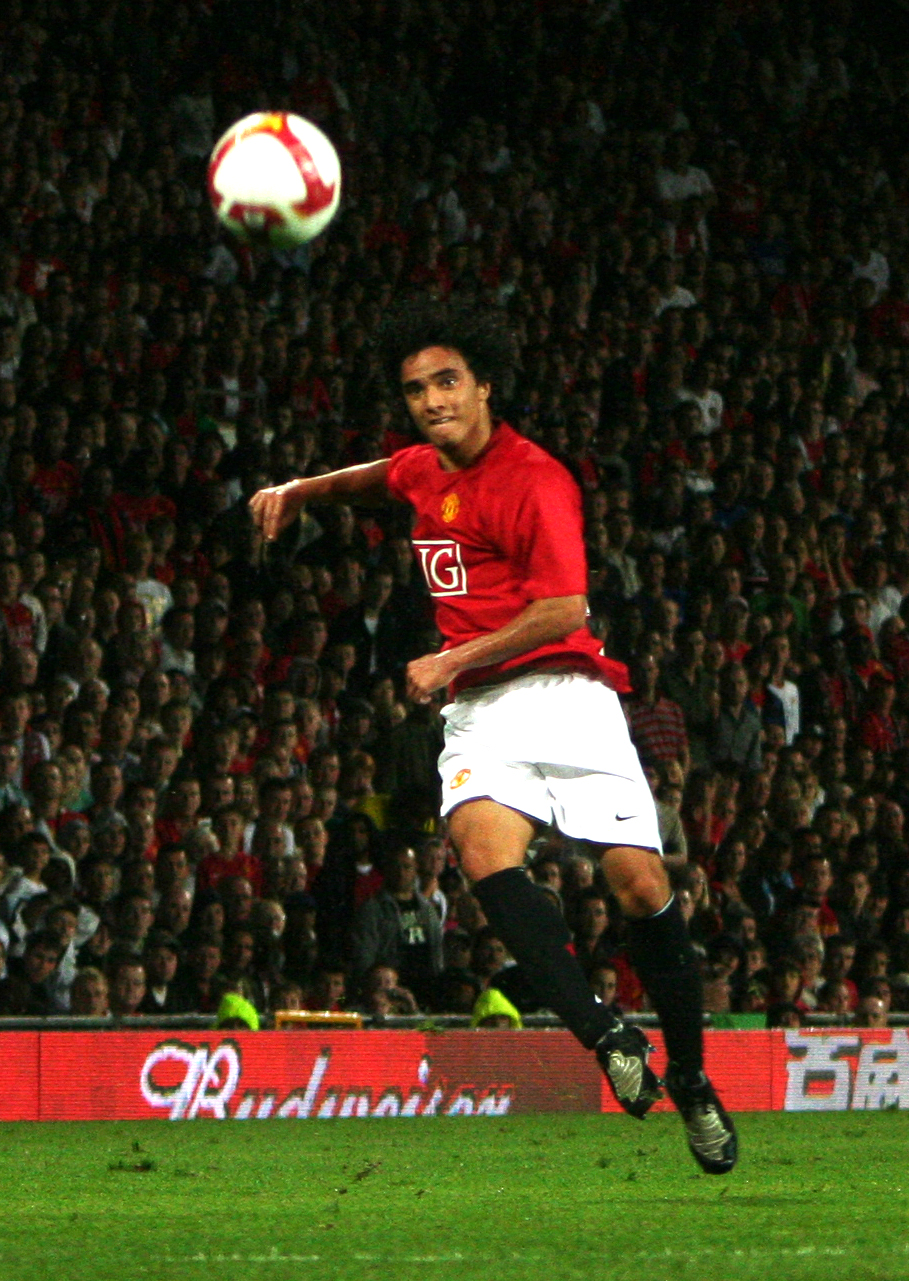
Rafael jugando con el Manchester United.

Para la temporada 2008-09, el club le registró en la plantilla principal y se le asignó la camiseta con número 21 que previamente había usado Dong Fangzhuo, quien abandonaba el club para irse al Dalian Shide.
En la final de la Community Shield, llevada a cabo el 10 de agosto de 2008 en el Wembley Stadium, fue suplente contra el Portsmouth.
El 17 de agosto de 2008 debutó en un partido competitivo, contra el Newcastle United en el día de apertura de la Premier League; aunque lo haría como suplente entrando por Fraizer Campbell.
Su primer partido competitivo, en calidad de jugador titular del Manchester United, fue el 23 de septiembre de 2008 al enfrentarse contra el Middlesbrough en el encuentro de la tercera ronda de la Copa de la Liga.
Su primera participación internacional, como jugador del Manchester United, fue el 30 de septiembre de 2008 en un partido contra el Aalborg de Dinamarca, en la Liga de Campeones de la UEFA 2008-09. En dicho partido participó en calidad de jugador titular. En la temporada 2009-10, en la fecha 20 de la Premier League, el miércoles 30 de diciembre de 2009, en un partido contra el Wigan Athletic Rafael marcó el tercer gol del partido a favor del Manchester en el minuto 45 del primer tiempo.

### Olympique de Lyon
A mediados del año 2015 se confirmó su traspaso por 3 millones de euros por 4 temporadas para jugar la Liga de Campeones de la UEFA 2015-16. Para la siguiente temporada quedó subcampeón de la Ligue 1 2015-16, clasificando así a la Liga de Campeones de la UEFA 2016-17, siendo "Rafa" titular en casi todos los partidos quedando 3.º en su grupo y clasificando a la Liga Europa de la UEFA 2016-17.

### Botafogo
Botafogo lo anunció oficialmente el 8 de septiembre de 2021. Él y su hermano gemelo Fábio eran fanáticos del club cuando eran niños. En julio de 2023 sufrió una grave lesión en la rodilla izquierda en el clásico ante Vasco, en el estadio Nilton Santos, por el Campeonato Brasileño. Fue operado al día siguiente.
En octubre de 2023, aún fuera de acción, fue renovado hasta finales de 2024. Volvió a jugar en marzo de ese año, después de más de ocho meses de baja por lesión. En abril anunció su retirada a finales de año y sufrió una fractura en la rótula de la rodilla izquierda que lo iba a alejar de los terrenos de juego unas ocho semanas.

## Selección nacional
En 2007 hizo su debut como jugador de la selección de Brasil; realizándolo en el marco de la Copa Mundial de Fútbol Sub-17 de 2007, llevada a cabo en Corea del Sur. Su hermano, Fábio da Silva, también formó parte de la selección sub-17 que compitió en dicho torneo.
El nuevo técnico de la selección brasileña Mano Menezes  convocó a Rafael para un amistoso contra Estados Unidos junto a otras estrella que no estuvieron en el mundial como Pato, Neymar, Lucas entre otros.
En julio de 2012 fue incluido por Mano Menezes en la lista de 18 jugadores que integraron el equipo olímpico brasileño que compitió en los Juegos Olímpicos de Londres de 2012.

## Clubes
| Club                      | País       | Año           | Partidos | Goles |
| ------------------------- | ---------- | ------------- | -------- | ----- |
| Manchester United F. C.   | Inglaterra | 2008-2015     | 169      | 5     |
| Olympique de Lyon         | Francia    | 2015-2020     | 139      | 2     |
| Estambul Başakşehir F. K. | Turquía    | 2020-2021     | ?        | ?     |
| Botafogo                  | Brasil     | 2021-presente | ?        | ?     |

## Palmarés

### Títulos nacionales
| Título           | Club                    | País       | Año  |
| ---------------- | ----------------------- | ---------- | ---- |
| Community Shield | Manchester United F. C. | Inglaterra | 2008 |
| EFL Cup          | Manchester United F. C. | Inglaterra | 2009 |
| Premier League   | Manchester United F. C. | Inglaterra | 2009 |
| EFL Cup          | Manchester United F. C. | Inglaterra | 2010 |
| Premier League   | Manchester United F. C. | Inglaterra | 2011 |
| Community Shield | Manchester United F. C. | Inglaterra | 2011 |
| Premier League   | Manchester United F. C. | Inglaterra | 2013 |
| Serie B          | Botafogo F. R.          | Brasil     | 2021 |
| Serie A          | Botafogo F. R.          | Brasil     | 2024 |

### Títulos internacionales
| Título                       | Club (*)                | Sede         | Año  |
| ---------------------------- | ----------------------- | ------------ | ---- |
| Sudamericano sub-17          | Brasil sub-17           | Ecuador      | 2007 |
| Mundial de Clubes            | Manchester United F. C. | Japón        | 2008 |
| Juegos Olímpicos             | Brasil sub-23           | Londres      | 2012 |
| Copa Libertadores de América | Botafogo F. R.          | Buenos Aires | 2024 |

(*) Incluyendo la selección.

## Vida personal
Rafael es el hermano gemelo del también futbolista Fabio quien juega en el Grêmio de la Serie A de Brasil.